# 萨尔苏埃拉德尔蒙特
萨尔苏埃拉德尔蒙特，是西班牙卡斯蒂利亚-莱昂塞戈维亚省的一个市镇。 总面积28平方公里，总人口547人（2001年），人口密度20人/平方公里。